# صدف ونوس
صدف ونوس (نام علمی: Ruditapes largillierti) نام یک گونه از راسته صدف‌های سفت‌پوسته است.